# NHK BSプレミアム
NHK BSプレミアム（エヌエイチケイ ビーエスプレミアム）は、2011年4月1日から2023年11月30日まで、日本放送協会（NHK）が放送していた衛星基幹放送の一種別のテレビジョン放送で国内放送である。
略称はBSP（ビーエスピー）。リモコンキーIDは「3」。
2023年12月1日から2024年6月30日までこのチャンネルで放送され、便宜上BS103チャンネル（BS103ch）と呼称された放送についてもあわせて記述する。

## 概要

### 誕生までの経緯
1984年5月、1チャンネルで試験放送が開始されたNHK衛星放送は、1986年12月以降、アナログ地上波放送の難視聴対策を目的として、2チャンネルで放送された。当初は旧衛星第1テレビ放送（BS1）が総合テレビ、旧衛星第2テレビ放送（BS2）が教育テレビの同時・時差放送だったが、1987年7月から衛星放送の編成見直しに伴い、旧BS1が独自の編成となったため、旧BS2は総合・教育の混合編成を軸としていた。
その後、1989年6月の本放送開始以後は、チャンネルの分担を明確なものにするためニュースとスポーツは旧BS1、エンターテインメント（映画・演劇・音楽他）・文化番組は旧BS2が請け負うという形を取った。その後2000年12月から、ハイビジョン推進協会からチャンネルを引き継いだNHKハイビジョン放送（BShi）が開局。当初はハイビジョン普及のために地上波やBS1・2との同時・または時差放送を含め総合編成としたが、2007年1月以後は主に文化・エンターテインメントの番組を中心にした編成とした。
2008年に総務省が2011年7月のデジタル放送完全統合化を念頭に置いた「NHKの衛星放送の保有チャンネル数のあり方に関する研究会」の議論を受けて、衛星放送の再整理・統合を行う方針を決め、BS2とBShiを統合する方針を固める。これを受けて2010年はBS2とBShiの連携で文化・エンターテインメント番組の強化を図り統合へ向けた準備を展開。2011年3月31日24時の放送終了を以て旧BS2とBShiの放送は「廃止」となった。
そして、2011年4月1日6時の放送開始「BSプレミアムキックオフスペシャル」のオープニング特番から旧BShiのBS103chを引き継いで、新しい衛星ハイビジョンチャンネル「NHK BSプレミアム」として「新開局」を果たした。BSプレミアムは旧BS2・BShiで行った文化・エンターテインメント番組をより強化し連続テレビ小説と大河ドラマの先行時差放送を除き、原則としてBSのオリジナルコンテンツを多数放送していく。ロゴマークはプレミアム（Premium）の頭文字"P"をモチーフにしており、「BS1」と同じくHappy and Happyの甲谷一が制作した。

### 特色
歴代のキャッチコピーは、「見るべきテレビが、ある。」、「BSで逢いましょう。」、「BSプレミアムはBS3チャンネル」、「あなたはダレ推し?私はBS押し!」、「［BS］押すと、贅沢な時間が始まります。」、「その毎日に、［BS］押しましょ。」などが使用された。
NHKの放送波で「プレミアム」の名称が付くチャンネルはそのほかにも、在外日本人向けの「NHKワールド・プレミアム」がある。BSプレミアムとの直接的な関係はなかったが、BSプレミアムの一部番組はワールド・プレミアムでも放送された。
旧3波体制時にはBS2でも行っていた報道番組は、その役割を新BS1に集約したため、BSプレミアムでは原則放送されなかった。ただし国内の大規模災害（巨大地震・津波等）発生時や、Jアラートによる国民保護情報が発表された場合など、緊急有事が生じた場合は適宜、総合テレビのニュースのサイマル放送に切り替わった（全波全中）。また、速報テロップは原則として地震情報（太平洋・インド洋での大規模地震も含む）と緊急地震速報のみで表示を行い、「NHKニュース速報」の速報テロップ表示は、2013年8月30日から運用された特別警報の速報テロップのみ表示され、それ以外の一般ニュースの速報テロップは、原則として行われなかった。
BSシネマの一部作品など、画面アスペクト比4:3の番組が放送される際、4:3テレビを使用している場合は、自動的に4:3サイズに拡大される画角情報が付加された。

### BS再々編へ
2019年12月13日、総務省の有識者検討会において、NHKが2K衛星放送のBS1とBSプレミアムを1つのチャンネルに統合し、BSは4K、8Kと併せた3チャンネル体制を目指す方針が明らかになった。その後、2021 - 2023年度の経営計画において、2023年度までにBS1・BSプレミアムの2波を1波へ統合・削減する方針が改めて示された。
このころからBSプレミアムとBS4Kのサイマル放送時間帯が徐々に増えていった。また2021年時点での新規の番組は平日はクラシック倶楽部、連続テレビ小説の先行放送、19時 - 23時までの番組（ワイルドライフ、ヒューマニエンス、英雄たちの選択、コズミックフロントなどだがこれらも「〜選」とした再放送が月1度程度入る）程度で、残りの約19時間は再放送やアーカイブス番組が中心であった。2022年度以降もBSプレミアム・4Kの一体型制作番組をさらに強化しつつ、映像アーカイブの4K化をさらに推進する方針となった。
2022年10月11日、NHKは上記経営計画の修正案の中でBS再編について、より具体的なスケジュールを公表。BSプレミアムを2024年3月末をめどに停波し、それに先駆けて11月30日深夜で通常番組の放送を終了（事実上の閉局）する方針を明らかにした。一方で当時のNHK会長・前田晃伸は2022年12月6日の定例記者会見で「BSプレミアムが無くなると単純に誤解される方もあるようだが、そうではない」とし、BSプレミアムで先行放送される連続テレビ小説や大河ドラマなどの人気番組は新2Kチャンネルでも放送される考えを示した。
2023年度上半期番組編成は「全体として新BS4Kを先取りする編成」が組まれ、BS4Kとの同時放送番組が大幅に増した。
2023年4月19日、BS2Kの新チャンネル名称を「NHK BS」、BS4Kを「NHK BSプレミアム4K」とし、2023年12月1日から放送開始する予定であることを発表。11月になると、チャンネル再編に伴う12月以後のBS103chの放送体裁について具体的に説明するとともに、NHK BSのホームページに新しい編成に伴う放送番組の放送日時検索ができる特設サイトが設けられた。
2023年11月30日、19時30分から最後のレギュラー番組『岩合光昭の世界ネコ歩き 4Kスペシャル』を放送したあと、21時から24時までの生放送特番『BSプレミアムがお引っ越し!カウントダウンSP』（BS1→BSでも22時40分 - 0時10分に放送。重複時間帯は同時放送）をもって、BSプレミアムとしての番組放送を終了した。同時にチャンネルロゴ表示でのチャンネル名表示も廃止された。

### 周知放送への移行
特番終了直後（2023年12月1日0時）からBS103chとBS104chはチャンネル名称（EPGなどに表示されるテキスト）を「NHK」に変更し、ロゴマークも削除。続けて編成上の基点となる5時から「番組の移設や停波時期を説明・周知するチャンネル」としての運用を開始した。以降、当チャンネルを広報する場面では、「BS103チャンネル」「BSの3チャンネル」「旧BSプレミアム」などの呼称が用いられた。
- 11月までのレギュラー番組が同時間帯にBSプレミアム4Kで放送されている場合（『にっぽん縦断 こころ旅』など）、その放送を2Kにダウンコンバートし同時放送。その映像をバックにBSプレミアム4Kへの誘導や、BS101chでの放送予定を案内する字幕テロップが常時表示された[注釈 10]。字幕放送や副音声は省かれ[17]、音声はすべてステレオ音声。併せて解説放送を付与していた番組（連続テレビ小説や大河ドラマ）を放送していた時間帯は音声によるアナウンスも入った。
  - ただし権利上の都合などで同時放送されない番組もあった[16]。海外ドラマ枠の場合、「NHK DRAMA」のロゴ静止画を表示して対応。
  - 平日日中の『プレミアムシネマ』はBSプレミアム4Kへは移行しなかった番組だが、BS101chでの放送時間帯に番組タイトルロゴの静止画をバックにBS101chへの誘導を行った。
- それ以外の時間帯は、風景映像（映像散歩と同様の自然・紀行番組）をバックに、BS101chやBSプレミアム4Kの視聴を促す字幕テロップが常時表示された[注釈 11]。

BS103chのEPGには「BSプレミアムの番組は、101チャンネル（NHKBS）でご覧いただけます。」と一律に掲載され、個々の番組名は掲載されなかった。
一方で、緊急警報放送や緊急地震速報、これらに伴う緊急ニュースの割り込み対応は周知放送期間中も実施された。2023年12月3日未明の津波注意報発令時並びに2024年1月1日の令和6年能登半島地震発生時、2024年1月6日の震度6弱の余震発生時では、告知テロップが消去され、EPGが『ニュース』に差し替わる、字幕放送や副音声（2か国語放送）が適宜付与されるなどの技術的対応も“復活”した。
こうした周知放送は2024年3月31日まで継続する計画だったが、後述する能登半島地震の被災地向け放送開始に伴い、BSプレミアム4Kとの同時放送は同年1月9日以降、風景映像を用いた周知も同年1月12日以降、ほぼ放送されなくなった。1月時点では被災地向け放送の終了時期が見通せず、周知放送再開の可能性もあったが、結果的にこの日時で打ち切られた形となった。

### 能登半島地震の臨時対応
能登半島地震の影響で「インフラが寸断されたことなどから地上波の放送が見られない状況が発生し、被災地の方々から『衛星放送で災害の情報が知りたい』という声が複数寄せられ」たとして、2024年1月9日18時以降からこのBS103chを利用し、被災者向けにNHK金沢放送局の総合テレビのサイマル放送を開始した。当初は地震関連の情報を扱うニュースや情報番組に限定され、それ以外の時間帯はBS再編の周知放送画面に地震関連番組の放送予定テロップを追加して放送していたが、ニュース以外の番組も視聴したいという視聴者からの要望に応える形で、同年1月12日4時からはほぼ全番組を同時放送した。
被災地となった奥能登地域では複数のテレビ・ラジオ中継局が停電の影響を受けた。NHKのテレビの中継局に限ると、自衛隊などによる協力により、商用電源復旧まで予備電源に燃料を補給し続けて停波を免れた中継局（輪島中継局、東門前中継局、舳倉中継局など）が大半だった一方、輪島町野中継局は倒木や土砂崩れにより担当者が現地に入れず、電源を確保できなかったため、発災直後の1月2日から商用電源が復旧する同月24日までの長期間停波を余儀なくされた。また、現地では地上波をケーブルテレビで視聴（BSは直接受信）する方式が普及しており、中継局の状況に関わらず、ケーブルテレビ回線切断によって地上波が視聴できないケースが広範囲で発生し長期化。NHKの被災地支援活動によって一部の避難所にBS放送の受信環境が整備されたこともあり、これらの点でもBS103chが放送インフラ復旧に一役買うこととなった。
EPGには「令和6年能登半島地震関連情報」（2024年1月9日以降）あるいは「総合テレビ（石川県内）同時放送」（同年1月12日以降）と一律に掲載。ウォーターマークは金沢局（総合テレビ）のマークがそのまま表示。音声は原則モノラル。2か国語放送や字幕放送は同年1月17日以降の一部の全国ニュースで対応。総合テレビでマルチ編成が実施された場合のサブチャンネル、番組連動データ放送は非対応。番組非連動データ放送は同年1月12日の正午以降、地震・津波・火山の情報やハイブリッドキャスト、各種NHKサービスの案内画面などに項目を絞ったうえで旧BSPと同様の画面が事実上復活し、のちに石川県向けに配信しているライフライン情報（防災・生活情報）の項目も追加された。また、BS103chを選局した際および毎正時には、データ放送を利用して画面下部に「被災された方々に向け、総合テレビ（石川県内）のニュース・番組を放送しています」という文字情報が30秒ほど自動表示された。
総合テレビとBSの同時放送は、ごく初期のアナログ放送時代（旧BS1→旧BS2）と、東日本大震災発生時の旧BS1の事例がある。また地上波の代替として衛星波を活用する事例には「地デジ難視対策衛星放送」がある。

### 期間延長を経て運用終了
前述の通り、BS103chの放送は同年4月1日0時での停波（免許の失効）が決まっていたが、特に現地ケーブルテレビの復旧の遅れが懸念されたため、同年3月13日にはNHKメディア総局長の山名啓雄が定例会見において、被災地向け放送の継続を含めて検討していることを示唆。これに先立ち同月7日には総務省側も、情報流通行政局長からNHKに対する事務連絡文書として放送継続の検討を要請していた。同月26日、NHKが放送法第93条第2項の規定に基づき「臨時かつ一時の目的のための放送（臨時目的放送）に係る衛星基幹放送の業務」を総務省に申請し、同月29日に認定を受けたことで、法令上も同年4月以降の被災地向け放送継続が決まった。発表時点では継続期間は1か月程度としており、その後は被災地の状況や停波の際に一時的に放送休止が必要となる放送事業者との交渉を経て決定したいとしていた。
なお、この延長期間（4月以降）における費用については、トランスポンダ利用料、金沢から東京への放送回線借用料、編成・技術の運用体制の継続などを含めて1か月あたり3,000万円程度としていた。総務省または日本政府による費用負担は困難であることから、既に令和6年度収支予算にて割り当てられている受信対策費から支出するとした。
その後、地上波・ケーブルテレビの双方が概ね復旧したと判断され、後述のBS帯域再編も控えていることを受けて、NHKは同年6月25日に行われた同局理事会と経営委員会に臨時目的放送の終了を提示。承認が得られたことから、同日に同月30日24時で被災地向け放送を終了することを発表した。このため、6月25日19時よりデータ放送による画面下部の文字情報が「ご覧のチャンネルは 7/1（月）午前0時に終了する予定です ※6/30（日）深夜」に変更され、常時表示されるようになった。
2024年6月30日、金沢放送局の同時放送は22:50 - 22:55の定時ニュースをもって終了。その後は24時まで『映像散歩』（フィラー。作品は「運転席からの風景 JR鶴見線」および「魂のタキ火 特別編 癒しの炎」）に乗せて文字テロップによる最後のチャンネル終了告知を行い、同日24時に旧BShi時代から続いたBS103chは完全に幕を閉じた。
2024年7月1日0時からは103・104chのチャンネル名の表示を「NHK」から「－」に変更。EPG上の番組名は「試験電波発射中」となり、グレー画面が常時送出された後、同年7月16日24時に完全に停波した。停波後、EPGから104chが削除されたが、103chの枠は残る。

### 再々編完了後
BS103ch停波に伴う空きスロット（物理チャンネルBS-3chの一部）は総務省の方針により同省に返上する形となり、同時期に計画された4K放送新チャンネル開局に伴う既存2K放送事業者のトランスポンダ移動用として活用されることとなった。2024年10月9日早朝実施のBS帯域再編により、物理チャンネルBS-3chにアニマックスとBS釣りビジョンが割り当てられた。
また、本チャンネルが使用していたリモコンキーIDである「3」は放送大学学園（放送大学テレビ）が取得。2024年4月以降に新規発売される受信機から割り当てられることになった。

## 7つのジャンル
放送開始にあたっては、新たにBSプレミアムで取り扱う7つのジャンルが明確に定められ、編成は以下に示す7つのジャンルに基づいて行われることになった。
- 紀行
- 自然
- 美術
- 歴史
- 宇宙
- 音楽
- シアター

7ジャンルについては「より質の高いものを提供する」という方針も示されたことから、同じジャンルの中でも一部カテゴリーについては扱わないとされ、問題となった。特にそれが顕著となったのは、最後の「シアター」で放送開始当初、日本国内の商業演劇については扱われなかったばかりか、地上波でも日本国内の現代演劇を扱う番組が姿を消したことから、これに反発する演劇団体がNHKに公開質問状を出す事態となった。
更に、衛星放送開始当初から編成されてきた『NHK紅白歌合戦』は、波別の棲み分けを強化するNHKの基本方針によりアナログ放送終了と伴に、衛星放送での放送が一旦、打ち切られたことが、番組公式サイトなどで明らかにされた。2018年12月から開局したスーパーハイビジョン放送（BS4K・BS8K）で再開している。

## 沿革
- 2011年

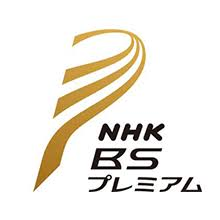
開局から2020年3月まで使用されていた旧ロゴマーク

  - 3月31日 - 旧体制におけるNHK衛星放送3チャンネルの特別衛星委託放送が同時に24時（4月1日0時）をもってBS101・102chは「NHK BS1」、103chは「NHK BSプレミアム」に正式チャンネル名を変更し、3分間新体制についての説明をそれぞれのチャンネルで放送し101・103chは新チャンネル移行の告知字幕を放送。その後新体制移行準備のためにカラーバー放送→停波→カラーバー放送を行う。一方102chはグレーバック（その後、カラーバー）を放送して4月1日の1時37分頃、BS3波同時に完全停波した。

この間、0時3分から停波までの間は「このチャンネルは放送設備の整備のため午前6:00まで放送を休止しています。データ放送とEPG（番組ガイド）もご利用いただけません。午前6:00からは新しいチャンネル『BSプレミアム』として放送を開始します。なおNHK アナログBS放送は7月24日に終了します」という字幕を放送（バックは旧BShiの中断時のものと同じ水色系統。旧BS1でも同趣旨の字幕を放送）。
  - 4月1日 - 5時59分、オープニング（下記参照）を放送[53]。6時、「BSプレミアム大使」に任命された仲間由紀恵[注釈 27]による直近に発生した東日本大震災の被災者に対するお見舞いの言葉を兼ねた挨拶を皮切りにスタートした「BSプレミアムキックオフスペシャル」から新チャンネル「NHK BSプレミアム」が「開局」[54]。同日より4月3日の放送は「新開局」を記念した特番を放送。

なお暫時的にアナログの旧BS2に割り当てられていた物理BS-11chでもBSプレミアムを同時放送。アナログ放送でのウォーターマーク表示は地上アナログ放送と同じフォントの「アナログ」となっており、大きさはアナログ総合・Eテレの2倍となっていた。その後の4月18日に「アナログ」の左側にチャンネルロゴも追加された。
  - 開局当初から24時間放送を開始。この103chは2000年12月 - 2006年3月までのBShiで24時間放送をしていたため、実質5年ぶりに24時間放送再開となった。
  - 6月30日 - 放送法の改正施行により、特別衛星委託放送から衛星基幹放送へ移行。
  - 7月24日 - テレビの完全デジタル化により、正午をもってアナログBSプレミアムの放送を終了。最後の番組は番組宣伝「NHKプレマップ」。番宣を除いた事実上最後のプログラムは特番「BS大いなるテレビのフロンティア」（BS再編記念特番の再放送）であった[55]。
  - 10月17日 - 104chを「臨時チャンネル」から「サブチャンネル」に変更。
  - 11月9日 - 放送開始以来、視聴者からBSプレミアムのチャンネル（リモコンキーID、より厳密にはリモコンのワンタッチボタン）番号の問い合わせを数多く受けた（BSプレミアムはその名の通り、BS1と異なりチャンネル名とリモコンキーIDが紐付いていない[注釈 28]）のを機に、ウォーターマークをBSプレミアム開局時から使用されているウォーターマーク（BSプレミアムのロゴマーク）の右側にリモコンキーIDの「3」の文字（ねかせた菱型の枠内に「3」の文字）が描かれたものに変更。
  - 11月11日 - ウォーターマークを、「3」の部分のデザインが変更されたもの（11月9日変更のウォーターマークの約半分の大きさ）へ再変更。また、BSプレミアムのロゴマークも同様に変更[注釈 29]。
- 2012年4月2日 - ウォーターマークから「3」の数字が消え、ほぼ開始時の状態に戻す。ただし、スポット番宣のアイコンは引き続き「NHK BSプレミアム 3」と「3」が入っている。
- 2013年1月10日 - 104chでもマルチ編成を行っていないときは、103chの番組をそのまま放送するようになった[56][注釈 30]。
- 2016年2月1日 - 文字スーパーによる速報テロップの送出を開始[注釈 31][57]。
- 2018年5月8日 - 12月の4K8K本放送開始に伴うBSチャンネル再編により、物理チャンネルをBS-15chからBS-3chに移動。同時にテレビ放送用のスロット数が21.5スロットから18スロット（BS11と同量）に削減され伝送レートが低下したものの、解像度1920×1080ピクセルは維持。この再編によりその解像度を維持している東経110度BS・CSデジタル放送局がBSプレミアム・BS11・WOWOW3波の5チャンネルだけになった。
- 2019年12月13日 - NHKの衛星放送4波のうち、2KのBS1とBSプレミアムを1つのチャンネルに統合し、削減する方針を同日に開かれた総務省の有識者検討会の説明資料で明らかにした[2][3][4]。テレビ番組のインターネット常時同時配信に関連して、総務省から求められた業務見直しの一環であるという[4]。令和2年度内に整理や削減に向ける案を策定するとしているが、実施時期の記載はなかった[2]。同局は集約に向けて、BSプレミアムで放送する番組を中心に、2Kと4Kのどちらにも対応する作品の制作をさらに増やしていく考えである[3]。
- 2020年3月30日 - NHK全体でウォーターマーク・チャンネルアイコンをリニューアル。これに伴い、甲谷一制作の旧ロゴマークは廃止された[58]。
- 2023年11月30日 - 通常の営業放送を同日24時に終了（事実上の閉局）[13]。以後12月1日0時から新編成のBS（2K放送）・BSプレミアム4Kへの移行を促す案内放送へ移行[注釈 32][16]。
- 2024年
  - 1月9日 - 令和6年能登半島地震に伴い、一部時間帯でNHK金沢放送局のサイマル放送を実施（1月12日からは全時間帯で実施）[26]。
  - 4月1日 - 放送法上の区分を「臨時目的放送」に変更したうえで地震被災地向けサイマル放送を継続[36]。
  - 6月30日 - 同日24時に地震被災地向けサイマル放送を終了[44]。
  - 7月16日 - 同日24時に試験電波も含めて完全に停波。

## チャンネル内訳

### デジタル放送
放送事業者名は「NHK」、チャンネル名は「NHKBSプレミアム」（スペースなし）で、マルチ編成の番号はつかない。
論理チャンネル
- BS103・104ch
- リモコンキーID：3

特別編成などに対応した予備のチャンネルとして104chが割り当てられたが、随時マルチチャンネルが運用された新BS1や前身のBShiとは異なり、実際に103chと104chで異なる番組が放送されることは一度もなかった。ただし緊急度が高いニュースが発生したとき（全波全中）は、放送内容は同一ながら104chも運用された。
放送開始当初、104chは「臨時チャンネル」扱いであり、104chを直接選局しても受信機によって「現在放送されていません」と表示されたり、「臨時チャンネルの放送が休止中のため、別チャンネルに切り替えます」と表示された上で103chに誘導されていた。2011年10月17日以後、104chの枠がEPGにも常時掲載されるようになり、番組内容の部分には「（この時間帯は103chをご覧ください）」と表記。104chを選局すると「現在放送されていません」と表示され、一部受信機の自動誘導もされなくなった。2013年1月10日以後、104chでも103chの内容をそのまま放送し、EPGでも2チャンネルをまたいで番組内容を表示する方式となった。
「臨時チャンネル」としての104ch（2013年1月9日以前）ではデータ放送が利用できなかった。
なお、BS hi時代では105chも予備として割り当ててあったが、編成見直しで廃止となった。
物理チャンネル
- BS-15ch - 2018年5月7日以前
- BS-3ch - 2018年5月8日以後[59]

### アナログ放送
- BS-11ch

中継局
- 小笠原父島　VHF10ch（10W）
- 小笠原母島　VHF12ch（1W）
- 南大東　VHF6ch（100W）

いずれもアナログBS2の送信体制を引き継いだもの。2011年7月24日廃止。

## 放送形態
毎日5時（JST）を基点とした24時間放送であった。ただし放送設備点検（画質改善やチャンネルの追加など）のため年数回、主に3時台の数十分程度放送休止となる時があった。

## データ放送の「BSネットサービス」
2011年4月の開局当初から、データ放送（NHKデータオンラインも参照）を使った双方向番組の一環として、「BSドラマイル」「BSキッズマイル」というサービスを開始した。2014年4月からはこれを統合して「BSマイル」と改めている。
NHK BSプレミアムで放送される指定された番組を一定時間視聴すること（ただし録画視聴ではポイントがたまらない場合もある）でポイントを獲得し、その獲得点数に応じて、番組関連グッズへの交換や、公開生放送・収録番組（一部はNHKネットクラブ会員登録必須<一般・プレミアム会員の双方とも対象となるものと、プレミアム会員限定となるものとがある>）への参加申し込みが可能となっている。マイル付与対象作品は、番組冒頭で「BSマイル対象」と書かれた字幕が表示されていた。マイル付与サービスは2016年をもって終了した。
当初はドラマ（国産、外国ドラマを問わず）、およびアニメなど児童向け番組が対象であったが、「BSマイル」と改められてからは、バラエティー、ドキュメンタリー番組なども対象となっている。
またこれとは別で、NHKネットクラブ会員限定のサービス（連続テレビ小説、大河ドラマの先行放送時に行うスタンプラリー他）もある。